# Syd Arne-feltet
Syd Arne er et producerende olie- og gasfelt, der ligger i den danske del af Nordsøen, 240 km vest for Esbjerg. Det blev fundet i år 1969 og sat i drift i 1999.
Der er 13 produktionsbrønde og 7 vandinjektionsbrønde.
Reservoiret ligger på en dybde af 2.800 m i kalksten af Danien og Sen Kridt-alder.
Indtil nu er der produceret 22.959 mio. m³ olie og 5.602 mia. m³ gas samt 18.747 mio. m³ vand. Der er injiceret 50.916 mio. m³ vand.
Operatør: INEOS Energy Denmark A/S.
Akkumulerede investeringer 13,51 mia. kr.